# Pseudoschmidtia tridens
Pseudoschmidtia tridens är en insektsart som beskrevs av Marius Descamps 1964. Pseudoschmidtia tridens ingår i släktet Pseudoschmidtia och familjen Euschmidtiidae. Inga underarter finns listade i Catalogue of Life.